# 田中れいな
田中 れいな（たなか れいな、1989年〈平成元年〉11月11日 - ）は、日本の歌手、女優。モーニング娘。の元メンバー（6期）で、LoVendoЯ（ラベンダー）のボーカルおよびリーダーとしても活動した。イメージカラーは水色（ターコイズブルー）。
本名は田中 麗奈（たなか れいな）。女優の田中麗奈（たなか れな）と同字異音のため、名前を平仮名で表記した芸名を用いている。
福岡県福岡市東区出身。血液型A型。身長154.4 cm。アップフロントクリエイト所属。

## 概要
2003年1月に13歳（中学1年生）でモーニング娘。に6期メンバーとして加入し、同年7月に19thシングル「シャボン玉」でデビュー。プロデューサーのつんく♂から「モーニング娘。の理想に一番近い」と評され、いきなりセンターに抜擢された。その後もたびたびセンターやメインボーカルを務めたが、特に高橋愛がリーダーを務めたプラチナ期以降は高橋愛とのツートップとなり、ほとんどの曲でメインボーカル、リードボーカルを務め、エースとしてグループを引っ張った。
2012年11月にガールズバンド LoVendoЯ（ラベンダー）を結成し、オーディションで選ばれたメンバーをお披露目すると同時に翌春にモーニング娘。から卒業することを発表した。モーニング娘。には2013年5月に23歳で卒業するまで10年4か月間在籍した。卒業公演で最後に歌った曲はデビュー曲の「シャボン玉」であった。
LoVendoЯではボーカルおよびリーダーを務め、モーニング娘。を卒業する前から並行して活動を開始し、2年半のインディーズ期間を経て、2015年7月にシングル「いいんじゃない?/普通の私 ガンバレ!」でメジャーデビュー。同年の『第48回日本有線大賞』新人賞を受賞した。4人組から3人組へと変遷しながら、2019年7月に活動休止するまで約6年8か月間（2018年6月に実質的に活動休止するまで約5年7か月間）活動した。
バンド活動中からミュージカル『ふしぎ遊戯』、ミュージカル『悪ノ娘』、舞台『信長の野望・大志』、ミュージカル『赤毛のアン』などに出演し、歌手としては2017年10月から単独ライブ『れーな100%!』、『しっとりれーな☆』を開催するなど、現在はソロとして活動している。

## 略歴
2001年
- 「モーニング娘。LOVEオーディション21」の最終合宿審査まで進出したが、当時、審査対象の年齢を満たしていないことが発覚し、合宿審査を断念。

2003年
- 1月19日、「モーニング娘。LOVEオーディション2002」に、亀井絵里、道重さゆみとともに合格し、モーニング娘。のメンバーとなる。
- 1月27日、田中麗奈（本名）から田中れいな（芸名）に改名することが発表された。
- 3月・5月、田中を含む上記合格者3名による、ファンクラブ限定握手会を開催。
- 5月4日、『モーニング娘。CONCERT TOUR 2003春 〜NON STOP!〜』のさいたまスーパーアリーナ公演でステージデビュー。
- 7月30日、モーニング娘。19thシングル「シャボン玉」でCDデビュー。
- 9月18日、「モーニング娘。おとめ組」としてデビュー。
- 10月29日、ハロー!プロジェクト・キッズの夏焼雅、鈴木愛理とともにユニット「あぁ!」としてデビュー。
- 12月31日、モーニング娘。として『第54回NHK紅白歌合戦』に出演。同年齢の道重さゆみとともに、平成生まれとして史上初の紅白出演となった。

2004年
- 2月21日、『星砂の島、私の島』で初の映画出演。
- 5月29日、『HELP!!熱っちぃ地球を冷ますんだっ。』で初の舞台出演。

2006年
- 1月、ハロー!プロジェクトのキックベースボールチーム「メトロラビッツH.P.」に入団。
- 12月13日、初のソロ楽曲「キラキラ冬のシャイニーG」が収録された『7.5冬冬モーニング娘。ミニ!』が発売。

2007年
- 10月、InterFMのラジオ番組『FIVE STARS』の水曜担当DJとなる。

2008年
- 4月6日、声優として初出演となったテレビアニメ『おねがい♪マイメロディ きららっ★』が放送開始。

2010年
- 1月8日、自身をモチーフとしたテレビアニメ『怪盗レーニャ』が放送開始。それに伴い、『怪盗レーニャブログ』を開設。
- 4月10日、公式ブログ『田中れいなのおつかれいなー』（アメーバブログ）を開設。

2011年
- 6月29日、初の主演舞台『大正浪漫 ハイカラ探偵王 青いルビー殺人事件』が開幕。

2012年
- 1月11日、初の主演ドラマ『数学♥女子学園』が放送開始。
- 4月7日、RKBラジオでタイムマシーン3号とのラジオ番組『れいなたいむ』が放送開始。
- 6月5日、オーディション「田中れいなとバンドやりたい女子メンバー大募集!」の開催を発表。8月1日、再募集を告知。
- 11月18日、上記オーディションの合格者が『モーニング娘。誕生15周年記念コンサートツアー2012秋 〜カラフルキャラクター〜』の中野サンプラザ公演で発表され、さらに、田中は2013年春のコンサートツアー最終公演をもってモーニング娘。およびハロー!プロジェクトを卒業し、バンド活動に専念することが発表された。

2013年
- 1月 - 3月、一部公演を、病気・体調不良により欠席・途中退席・途中一時退席した。
- 2月3日、田中の所属するバンドの名前が「LoVendoЯ（ラベンダー）」に決定し、『Hello! Project 誕生15周年記念ライブ2013冬 〜ブラボー!〜』の最終公演（福岡国際会議場）で発表された。同日、『LoVendoЯオフィシャルサイト』が開設。
- 3月15日、『LoVendoЯオフィシャルブログ』が開設。田中は翌日から2か月間だけ更新。
- 5月21日、『モーニング娘。コンサートツアー2013春 ミチシゲ☆イレブンSOUL 〜田中れいな卒業記念日〜 in日本武道館』をもって、モーニング娘。およびハロー!プロジェクトを卒業。在籍期間は10年4か月と2日（在籍日数3,775日）。
- 6月1日、LoVendoЯのメンバーとしてM-line clubに加入。
- 10月1日、所属事務所をアップフロントプロモーションからアップフロントクリエイトへ移籍。

2014年
- 11月11日、初めて作詞した曲「キミイロTomorrow」を「田中れいなバースデーイベント（おつかれいな会3）」で初披露。

2015年
- 7月1日、LoVendoЯとして1stシングル『いいんじゃない?/普通の私 ガンバレ!』でメジャーデビュー。
- 10月22日、LoVendoЯで初めて作詞した曲「乙女の諸事情」と「YELL〜あなたに贈る〜」をライブツアー最終日に初披露。
- 11月11日、初めて作詞・作曲した曲「LOVEハンター」を「田中れいなバースデーイベント（おつかれいな会4）」で初披露。
- 12月14日、LoVendoЯとして『第48回日本有線大賞』に出演、新人賞を受賞。

2016年
- 2月24日、LoVendoЯの2ndシングル『宝物/イツワリ』が発売。自身の作詞した曲が初収録。
- 4月8日、主演ミュージカル『ふしぎ遊戯〜朱ノ章〜』が開幕。演技をするのは4年ぶり。
- 6月15日、TBSラジオで『LoVendoЯのLV-Я』の週替わり担当回「LoVendoЯ田中れいなの『れーなの時間』」が放送開始。
- 12月6日、Instagram (@tanakareina.lovendor) を開始（本格的な投稿開始は12月12日）。

2017年
- 3月2日、WEAR (@tanakareinalovendor) を開始。
- 3月30日、SHOWROOMで『田中れいなの「れーなの自由時間♡」』を毎週配信開始。
- 6月4日、主演ミュージカル『悪ノ娘』が開幕。
- 10月27日・11月4日、単独ライブ『田中れいなLIVE 〜れーな100％!!!!〜』および『田中れいなLIVE 〜しっとりれーな☆〜』を開催。以降、シリーズ化。
- 11月5日、『LoVendoЯ ミニアルバム『Яe:Start』発売記念イベント スペシャルLIVE』（新宿ReNY、2公演）を開催。これがLoVendoЯとしてのラストライブとなった。

2018年
- 3月22日、ミュージック・ジャパンTVでメインMCを務めるテレビ番組『トレンドリサーチャー®』が放送開始（7月終了）。
- 6月30日、RKBラジオで2013年7月から5年間放送されてきた『LoVendoЯのらぶおん!』が終了。これがLoVendoЯとしての最後の仕事となり、実質的に活動休止。
- 7月20日、LoVendoЯアカウント (@lovendor_staff) でTwitterを開始。
- 8月31日、『田中れいなオフィシャルサイト』を開設。同時にTwitter (@ganbareina11) を開始、Facebookページを開設。
- 10月13日、主演ミュージカル『ふしぎ遊戯-蒼ノ章-』が開幕。
- 12月13日、TikTok (@re_na1111) を開始。

2019年
- 4月6日、主演ミュージカル『悪ノ娘』（再演）が開幕。
- 6月28日、7月末日をもってLoVendoЯが正式に活動休止することが発表された。
- 8月17日、主演ミュージカル『2万人の鼓動 TOURSミュージカル「赤毛のアン」』が開幕。

2020年
- 3月4日、シンバとジャックのInstagram (@tanakareina.simba_jack) を開始。
- 7月8日、主演舞台『剣が君-残桜の舞-』が開幕。

2021年
- 4月9日、6月2日開幕の舞台『剣が君-残桜の舞- 再演』に主演予定だったが、公演を健全かつ円滑に進めるにあたって舞台制作側との考え方の相違が生じたため、所属事務所の判断で降板することが発表された。
- 6月21日、高橋愛・田中れいな・夏焼雅でユニット「たいやき たべたの なんで?」を結成し、デジタルシングル「およげ!たいやきくん」を発売。
- 8月12日、新型コロナウイルス感染と、それにより同月16日開幕の主演ミュージカル『TOURSミュージカル「赤毛のアン」』を降板することが発表された。
- 9月17日、約1か月ぶりにSNSを更新し、新型コロナウイルス感染からの回復を報告。

2022年
- 4月27日、高橋愛・田中れいな・夏焼雅によるアルバム『ラフ・アンド・ピース』を発売し、横浜ランドマークホールでミニライブ&お見送り会イベントを開催。
- 8月22日、主演ミュージカル『TOURSミュージカル「赤毛のアン」』が開幕。

2023年
- 2月15日・16日、3年4か月ぶりとなる単独ライブ『田中れいなライブ2023 しっとりれーな☆ 〜復活の「R」〜』を開催（『しっとりれーな☆』公演は5年3か月ぶり）。同年7月11日・12日、『しっとりれーな☆ ～復活の「R」改～』として再演。

2024年
- 4月2日・3日、単独ライブ『田中れいな単独公演 れーな100%!〜天空のフェスティバル〜』を開催（『れーな100%!』公演は4年半ぶり）。3日の最終公演には岡田万里奈がシークレットゲストとして出演し、約6年半ぶりに2人で一緒にLoVendoЯの曲を歌った。
- 7月15日、結婚することと妊娠中であることを発表。結婚相手のことは一般男性であるとして他は未公表である。
- 11月18日、第1子を出産したことを報告。

## 人物
7歳離れた弟がいる。姉弟ともに誕生日がゾロ目で、本人は平成元年11月11日生まれの1並び、弟は平成8年8月8日生まれの8並びである。
モーニング娘。への加入後、父を福岡に残し、母と小学1年生になったばかりの弟とともに上京した。自分の事情で家族の人生を変えてしまったと考えていて、「なのにここでへこたれてたまるか」と、つらいことも頑張れたのは家族のおかげと述べている。また、当時は忙しくて弟をよく見てあげられなかったことを後悔している。今の弟も好きだが、昔の弟が大好きで会いたくなるといい、大人になってからも小さいころの弟の写真を携帯電話の待ち受け・ホーム画面にしていた。
幼稚園生のころから眉を整え、小学2年生から金髪にしていた。モーニング娘。加入後は一旦黒髪に戻したが、中学校卒業後は本人が好む明るい髪色に染めている。定番の髪型は、左のハーフサイドテール（ワンサイドアップ）、左のサイドテール、ポニーテール、ハーフツイン（ツーサイドアップ）、ツインテール（上で二つ結び）で、ライブでは前髪にラメ（グリッタージェル）を塗ってキラキラさせることが多い。清潔感があってバッチリメイクで髪の毛もちゃんと決めるおしゃれなギャルが好き。
ピアスの穴は両耳に合計5つ開いている。初めて開けたのは小学6年生のときで、その後は誕生日が来るたびに開けていき、奇数がいいということで5つにした。
猫好きで、猫を2匹飼っている。特に長毛種が好きで、2019年12月からスコティッシュフォールドの雄猫シンバ、2020年1月からラガマフィンの雄猫ジャックを相次いで飼い始めて、SNSに画像や動画を投稿している。福岡の実家では、モーニング娘。加入前からレオ、キング、2010年からチェリー、ルナという猫を飼っていた。本人もよく猫にたとえられ、2003年にモーニング娘。おとめ組のコンサートで猫役を演じたことで「れいにゃ」という愛称が生まれ、『ハロー!モーニング。』や『ハロモニ@』でも猫耳のカチューシャを付けて猫に扮していた。2010年には自身がモチーフとなったニャンコと人間のハイブリッドが主人公のテレビアニメ『怪盗レーニャ』（九州朝日放送）も放送された。

### 趣味・嗜好
好きな食べ物は、チョコレート、ポテトチップス、から揚げ、フライドポテト、生春巻き、豆腐、枝豆、ピーナッツ、ひじき、ドライマンゴー、ブロッコリー、ネギトロ、でん六の「ポリッピースパイス」など。チョコレートは不二家の「ハートチョコレート」が一番お気に入り。フルーツジュレが入っているチョコレートは苦手。ポテトチップスは家族揃ってカルビー派だが、うすしお味は塩分の濃い湖池屋が好みで、ロイズの「ポテトチップチョコレート」も好んで食す。これらの菓子を食事代わりにすることがよくある。野菜は嫌いだったが、痩せたくて食べていたら肉と迷うぐらい大好きになった。焼肉もサイドメニューの野菜が好き。また、冷たい食べ物が基本的に好きなので、一晩置いたカレーライスを冷たいまま食べたり、冬でも冷たいそばを食べたりする。
好きな飲み物は、タピオカドリンク、ココア、野菜ジュース（特にカゴメの「野菜生活100」）、水、ジャスミン茶。
少食なので、すぐにお腹いっぱいになり、すぐにお腹が空いてしまう。何を食べるときも1回に半分しか食べないと決めている。焼肉は一切れの肉をハサミで3等分してから少しずつ味わう。その反面、人がたくさん食べるのを見るのが好きで、大食い番組をよく見ている。バラエティ番組『大食い王決定戦』（テレビ東京）は毎回録画していて、YouTubeで大食い動画を毎日見ている。食べても食べてもお腹いっぱいにならない体になりたい、生まれ変わったら大食いタレントになりたいと思っている。
得意料理は、ハンバーグとスパゲッティサラダ。自分が作るハンバーグはそれほど好きではないが、家族に振る舞うと好評なので作り続けている。バレンタインデーのチョコレートは人に差し上げるのも貰うのも手作り反対派で絶対買うことにしている。
嫌いな食べ物は、青魚、パクチーなどの臭いもの。魚は苦手だが刺身なら食べられる。納豆は大嫌いだったが、味はおいしいと思っていて、キムチと混ぜることで食べられるようになった（今は納豆だけでも大丈夫）。米は嫌いではないが、太ると思ってダイエット時に食べないでいたらあまり食べられなくなってしまった。白飯ではなく炊き込みご飯（味ご飯）なら食べられる。嫌いなケーキは、モンブラン、レアチーズケーキ、抹茶ケーキ。
酒とタバコを嫌う。酒は味がだめで、おじさんみたいな味がするから飲まない。タバコは体にも喉にも悪いと聞いたから吸わない。
海外ドラマの『ヴァンパイア・ダイアリーズ』と『ゴシップガール』が好きで、見終わっても最初から繰り返し見ている。人間をフォローしない方針で使っているInstagramでもこの2作品の出演者は例外的にフォローしている。
子供のころに見ていた好きなアニメは『美少女戦士セーラームーン』と『ふしぎ遊戯』。2016年と2018年に上演されたミュージカル『ふしぎ遊戯〜朱ノ章〜』、『ふしぎ遊戯-蒼ノ章-』では夕城美朱役として主演も務めた。
2018年12月公開の映画『ドラゴンボール超 ブロリー』を見てから『ドラゴンボール』が大好きになり、ゲームアプリ『ドラゴンボールZ ドッカンバトル』を遊び始める。そして、2022年6月公開の映画『ドラゴンボール超 スーパーヒーロー』を2回見たあと、孫悟飯の活躍がもっと見たくてテレビアニメを一気に見始めた。『ドラゴンボール改』、『超』、『GT』を見た感想をTwitterにドラゴンボール日記として書いたり、翌年に開催した自身のライブ『田中れいなライブ2023 しっとりれーな☆ 〜復活の「R」〜』で『Z』、『GT』、『超』のオープニング・エンディング曲をつないだドラゴンボールメドレーを歌ったりしている。一推しのキャラクターは孫悟飯、二推しは17号。悟飯のような子を育てることが人生の目標。
好きな花はバラ。
注射が大好き。小さいころからなぜか注射が好きで、予防接種や点滴は苦でなくむしろ打ちたがる。

### 性格
モーニング娘。新メンバー決定特番（2003年1月19日）で初めてメイクをしてもらっていた時、当時中学1年生ながら「目がつり上がるからあまり髪を引っ張り上げないで」と注文を出した。矢口真里はそうした田中の素直な性格を褒めており、石川梨華も「表現がストレートな子」と評している。
ヤンキーのような見た目に反し、パフォーマンスに対しては非常に一途で真面目。ラジオ番組に寄せられた「モーニング娘。のなかで一番の努力家は誰ですか？」という質問に飯田圭織は田中の名前をあげている。高橋愛も田中のことを完璧主義と述べており「凄いことを当たり前のようにやる。本人はそれが凄いと気付いていない」「れいなは自分にないものをすべて持っている」と評している。
何も考えていないようで実は思慮深い面があり、ファンの間で「れいなはだいたいわかっている」というネタが存在する。
音楽に対して本人も意識していない独自のこだわりを持っているようで、同じ事務所所属のシンガーソングライターである中島卓偉がどんな曲が好みか田中に訊いたところ、持ってきた音源すべてがマイナー調だったというエピソードがある。

### 交友関係
中島卓偉とは番組やバンド活動などで一緒に仕事をする機会が多く、田中は卓偉の歌を絶賛しており憧れている部分もあると語っている。また卓偉もたびたび田中の歌については触れており「アップフロント所属の女性歌手で一番歌が上手い」と評している。ほかにも「声が煌びやか」「ハロプロメンバーにリズムについて相談をされた事があるが、俺に訊くよりれいなの歌を聴けとアドバイスした」「あの子は本当の意味でビートをわかっている」等の高い評価をしている。そんな表も裏も知る中島卓偉曰く「れいなのボーカルタイプは松田聖子と中森明菜でいうと明菜」とのことである。

福岡県出身の芸能人や業界スタッフが集まる「福岡会」のメンバー。「福岡会」という名称の集まりは複数存在するが、加入者が一番多いタモリ、小松政夫らが主宰となる会（2024年からは陣内孝則と潮田玲子が福岡会主宰・代表幹事）のメンバーである。毎年開催されているがあまり出席出来ていないという。
モーニング娘。時代からライブやコンサート、また田中レギュラー出演の歌番組「歌の楽園」の演出を担当している同郷出身のディレクター平野昌一はダンス力、歌唱力やビジュアル発信力などはデビュー当時から優れていると評価している。
友人としてミュージシャンのHARUNA（SCANDAL）を挙げている。理想の男性は舘ひろし。

#### ハロープロジェクトのメンバー
モーニング娘。での同期、藤本美貴とは活動当時、楽屋の流出音源などから不仲説が流れていたが、2023年、藤本の20周年記念ライヴにゲスト出演した田中は活動当時にいろいろあった際に藤本から「田中ちゃん! なんか言われた? いいよ気にしなくて」とフォローをもらうなど逐一支えてもらっていたとして「藤本さんがいたから活動してこれた」と不仲説を否定。藤本は「ヤンキー同士はぶつからないんだよ」としている。
新垣里沙とは一時期関係がギクシャクし、約1年間会話を交わさない時期があったが、2011年秋のミュージカル『リボーン〜命のオーディション〜』でダブル主演を務めたのをきっかけに和解したという。これについては、2012年5月18日に行われた新垣の卒業コンサートで公表している。
モーニング娘。（12期メンバー）の羽賀朱音、および元Juice=Juiceの高木紗友希はいずれも、尊敬する先輩として田中を挙げている。

### モーニング娘。卒業
田中はモーニング娘。を卒業する意思を自ら示し、その後の進路については、プロデューサーのつんく♂からバンド活動を提案されたことで決定した。当初、田中が希望していたのは唄って踊れるユニットだったといい、様々な人に卒業後の進路について相談したという。
田中の変化について道重は、「基本的には強がりだが、モーニング娘。加入当初は弱い部分を見せ、飯田圭織が卒業した時には号泣していた。高橋愛がリーダーになった頃からはまったく弱音を見せなくなった。強くなったと思っていたが、田中の弱い部分を引き出せる、田中の『もっとみんなと馴染みたい』という気持ちを理解できるメンバーがいなかった。そうした状況を、10期メンバー、とりわけ佐藤優樹が変えてくれた」と述べている。田中は佐藤から「たなさたん」と呼ばれており、佐藤の「たなさたん」という呼び間違いを、田中は「『美少女戦士セーラームーン』の登場人物セーラーサターンの響きと似ていてカッコイイ」と感じ、佐藤にそう呼ぶよう自ら伝えたという。
田中はつんく♂について、「気が強く、自分の意思を曲げない私がまわりとうまくいかない時などは、どこからか情報を聞きつけ、連絡をしてくれた。そんな彼にはだんだん心が開けて、人に相談できないことも彼にはできるようになった。モーニング娘。卒業後について彼から聞かれ、『福岡に帰ります』と答えると、『それはもったいない。考え直して』と止めてくれた。説得のメールが何度も来た。『今、帰ったら、あかん』。そうして私のためにバンド活動をするというレールをひいてくれた。あの時彼が福岡に帰ろうとする私を止めてくれていなければ、（芸能人としての）今の私はここにいない」と、また、田中のソロ楽曲である「Rockの定義」については、「歌詞を見て、誰にも見せていない本当の（田中）れいなの姿が書かれていて、（作者である）彼が自分をちゃんと見てくれていたのが嬉しかったし、すごく愛を感じた」と述べている。
つんく♂は田中を「顔はヤンキー、心は優等生」と評しており、一方で「そこが彼女を苦しめていた部分で、モーニング娘。を卒業した先では、これまでの田中れいなのイメージを壊していってほしい」と述べている。また、「田中には素質として後藤真希のようなスター性や、浜崎あゆみのような女王としての貫禄がある」と評している。

### その他
モーニング娘。以外になりたかった職業は美容師。また、モーニング娘。に再び加入するならば6期以外では4期に入りたいという。
テレビアニメ『機動戦士ガンダム00』の登場人物「ネーナ・トリニティ」のモデルになった。これは、水島精二監督の意向によるものではなく、キャラクターデザインを担当した高河ゆんが、未来感のある衣装の参考資料として監督から渡されたハロー!プロジェクトのコンサート映像を見て、「モーニング娘。に田中れいなちゃんっていう子がいて、多分監督はこの子が好きだろうと思ったから」と監督がファンであることを見抜いてモデルにし、監督も誰をモデルにしたのか聞く前に一発OKにしたものである。
漫画『ゆうべはお楽しみでしたね』（金田一蓮十郎、ヤングガンガン、2014年6月20日 - ）のヒロイン「ゴローさん」のモデルになっている。

## 作品

### 楽曲

#### ソロ楽曲
- キラキラ冬のシャイニーG（2006年、作詞・作曲：つんく、編曲：湯浅公一）[注 15]
- 愛の炎（2010年、作詞・作曲：つんく、編曲：田中直）[注 15]
- 涙一滴（2012年、作詞・作曲：つんく、編曲：江上浩太郎）[注 15]
- Rockの定義（2013年、作詞・作曲：つんく、編曲：大久保薫）[注 16]
- キミイロTomorrow （2014年、作詞：田中れいな、作曲：SWEET DEVIL）[注 17]
- 相思相愛（2015年、作詞・作曲：中島卓偉）[注 18]
- LOVEエモーション（2015年）[注 19]
- LOVEハンター（2015年、作詞・作曲：田中れいな）[注 20]
- シンデレラタイム♪（2017年、作詞：田中れいな、作曲・編曲：神谷礼）[注 21]
- 別に、好きじゃないし（2018年、作詞：新良エツ子、作曲・編曲：和田俊輔）[注 22]
- アクロBADガール（2018年、作詞：新良エツ子、作曲・編曲：和田俊輔）[注 22]
- JOKER（2019年）[注 23]
- ドキバク錯覚!1日中（2019年、作詞：新良エツ子、作曲：和田俊輔、編曲：岩永真奈）[注 23]
- くれてやんない（2019年、作詞・作曲：中島卓偉、編曲：荒幡亮平）[注 23]
- SNSNG（2019年、作詞：新良エツ子、作曲：和田俊輔、編曲：裏谷玲央）[注 24]
- 令和のれいな（2020年、作詞：鹿毛康司、作曲：宮井英俊）[注 25]

#### コラボレーション楽曲
- あなたしかいないから / 田中れいな with Team MiA（2024年、作詞・作曲：MiA、編曲：土屋嘉克）[198]
  - ボーカル：田中れいな、ギター：MiA、ベース：SHUSE、ドラムス：マイキ、サックス：鈴木ふみ奈、ストリングス・ピアノ：あさき[198]。
  - 『GITADORA GALAXY WAVE』（2024年3月13日稼働開始、コナミアミューズメント）に収録[199]。

#### キャラクターソング
- ケペルパスペル / カルデナ（田中れいな）、フィータ（小林れい）（2019年、作詞・作曲：金子麻友美、編曲：籠島裕昌）[200]
  - スーパー戦隊シリーズ『騎士竜戦隊リュウソウジャー』第7話「ケペウス星の王女」の挿入歌（キャラクターソング）。
  - 『ミニアルバム 騎士竜戦隊リュウソウジャー(1)』（2019年5月29日、日本コロムビア、COCX-40814）[201]および『騎士竜戦隊リュウソウジャー全曲集』（2020年3月18日、日本コロムビア、COCX-41082）[202]に収録。
  - 『騎士竜戦隊リュウソウジャー Blu-ray COLLECTION 1』（2019年11月13日、東映ビデオ、BSTD09776）[203]に映像特典として「ケペルパスペル」MVを収録。

### 配信シングル

#### コラボレーション楽曲
- サマーナイトタウン / 田中れいな×佐藤優樹（2022年8月13日、UP-FRONT WORKS、UFDL-1508）[204]
  - 『COVERS -One on One-』（2022年11月16日、UP-FRONT WORKS、UFXW-1030/1）[205]に映像（Blu-ray Disc）および音源（CD）を収録。

### 映像作品
- ハロハロ!モーニング娘。6期メンバーDVD（2003年7月16日、zetima、EPBE-5083）[206]
- アロハロ!田中れいな DVD（2007年2月14日、zetima、EPBE-5230）[207]
- Real Challenge!!（2008年10月29日、zetima、EPBE-5306）[208]
- ハロハロ! 〜Memories〜 モーニング娘。亀井絵里・道重さゆみ・田中れいな -Making DVD Special Edition-（2010年12月14日、UP-FRONT WORKS、UFBW-1055）[209] - e-LineUP!期間限定販売
- attracted（2011年3月13日、UP-FRONT WORKS、UFBW-1068）[210] - e-Hello!（イーハロ）シリーズ、e-LineUP!限定販売
- “田中れいな写真集「きら☆きら」”メイキングDVD〜特別編集版〜（2012年6月30日、UP-FRONT WORKS、UFBW-2059）[211] - e-LineUP!限定販売[注 26]
- アロハロ!モーニング娘。6期 DVD（2013年1月16日、zetima、EPBE-5460）[212]

## 出演

### テレビ番組
- ハロー!モーニング。（2003年1月26日 - 2007年4月1日、テレビ東京系列）
  - 2005年11月27日からはレギュラーコーナー「ターン鳥チキン」を久住小春と担当
- それゆけ!ゴロッキーズ（2003年9月29日 - 12月26日、テレビ東京）
- 二人ゴト（2004年6月1日 - 4日・8月18日 - 26日、テレビ東京）
- 娘。ドキュメント2005（2005年1月5日 - 4月1日、テレビ東京）
- 娘DOKYU!（2005年4月4日 - 2006年9月29日、テレビ東京）
- 歌ドキッ! 〜ポップクラシックス〜（2006年10月2日 - 2008年3月28日、テレビ東京）
- ハロモニ@（2007年4月8日 - 2008年9月28日、テレビ東京系列）
- よろセン!（2008年10月6日 - 2009年3月27日、テレビ東京）
- 美女放談（2009年7月9日・16日、テレビ東京）
- 美女学（2010年4月1日 - 2011年4月14日、テレビ東京）
- 歌の楽園（2010年4月4日 - 2011年3月27日、テレビ東京系列） - レギュラー
- ハロプロ!TIME（2011年4月21日 - 2012年5月31日、テレビ東京）
- スタア追悼2011 天国への☆ラブレター（2011年12月16日、日本テレビ系列）
- ときめきスタイル〜東京ねこパジャマ〜（2012年12月2日、テレビ東京）
- V-Clips モーニング娘。田中れいな卒業特集（2013年4月22日、テレ玉）
- モーニング娘。 田中れいな スペシャル（2013年6月11日・17日・30日、100%ヒッツ!スペースシャワーTVプラス）
- J-POPランキング（2013年8月10日・9月14日、BS朝日） - Pick up!! 田中れいな、田中れいなのモー娘。秘話
- 今夜くらべてみました（日本テレビ）
  - 「トリオ高嶋ちさ子と負けず嫌いな女」（2016年7月5日） - 高嶋ちさ子、川田裕美らとゲスト出演。
  - 「猫なしで生きられない女SP」（2020年11月18日） - 藤あや子、貴島明日香らとゲスト出演。
  - 「女子の流行10年史」最終回スペシャル（2022年3月16日）※出演VTRと反響コメントVTR出演。
- トレンドリサーチャー®[注 11]（#1 - #13、2018年3月22日 - 7月12日[注 12]、ミュージック・ジャパンTV）[43][44] - メインMC

#### テレビドラマ
- 数学♥女子学園（2012年1月11日 - 3月28日、日本テレビ） - 町田ニーナ 役（主演）
- トットてれび 第2回・第3回・第7回（2016年4月30日 - 6月18日、NHK総合） - スリーバブルス・智子 役
- 騎士竜戦隊リュウソウジャー 第7話「ケペウス星の王女」・第8話「奇跡の歌声」（2019年4月28日・5月5日、テレビ朝日系列） - カルデナ 役[213]

#### テレビアニメ
- おねがい♪マイメロディ きららっ★（2008年4月6日 - 2009年3月29日、テレビ大阪・テレビ東京系列） - 星月きらら 役（主演）
- 怪盗レーニャ（2010年1月8日 - 3月26日、九州朝日放送 ほか） - 怪盗レーニャ 役（主演）
- NieR:Automata Ver1.1a 「Chapter.6: [L]one wolf」・「Chapter.17: bad [J]udgment」・「Chapter.24: the [E]nd of YoRHa」（2023年3月4日・2024年8月2日・9月27日、TOKYO MX ほか） - 四号 役

### ラジオ番組
- FIVE STARS（2007年10月3日 - 2010年2月25日、InterFM） - 水曜担当
- れいなたいむ（2012年4月7日 - 2013年6月29日、RKBラジオ・KRYラジオ）[20][注 5] - タイムマシーン3号と共演
- ミュージックナビ〜昨日と今日との交差点〜「第一回!深夜の寺田会!」（2013年8月26日 - 29日、TBSラジオ系列、全4回）[214]
- ゆうちょ LETTER for LINKS（2014年4月27日、TOKYO FM・JFN）[5]
- LoVendoЯのLV-Я「LoVendoЯ田中れいなの『れーなの時間』」（2016年6月15日 - 2018年3月7日、TBSラジオ系列）[32]
2016年6月8日以降は週替わり担当制（当初は番組前半を1人で担当、9月28日以降は全編1人で担当、全員集合回もあり）[215]
- 20周年モーニング娘。のMBSヤングタウン（2017年12月30日、MBSラジオ）[216] - 矢口真里・吉澤ひとみ・道重さゆみと共演
- 平成紅白列伝（2018年12月31日、NHKラジオ第1）[217]
- HELLO! DRIVE! -ハロドラ- 月曜日（2019年3月11日・18日・25日、Radio NEO）[218] - 鈴木愛理の代理として宮本佳林と共演
- 今年も紅白やりますよ（2019年12月31日、NHKラジオ第1）[219] - 司会

### ネット配信
- オリジナル・ショート・ドラマ 「おじぎ30度」 シリーズ3（2007年1月22日、Dohhh UP!） - 黒田れいな 役
- UF LICKS（#19 - #64、2013年6月21日 - 2014年5月2日、YouTube） - レギュラーMC（田﨑あさひと担当）
- MUSIC+（#1 - #47、2014年5月9日 - 2015年3月27日、YouTube） - レギュラーMC（渡瀬マキ・中島卓偉と担当）
- シコウヒンTV 第226回 前編・後編（2014年11月26日・12月3日、TV&smile）
- 田中れいなの「れーなの自由時間♡」（2017年3月30日 - 、SHOWROOM） - 不定期配信[注 10]
- アプカミ（YouTube）
  - アプカミ #76・#90（2017年7月21日・10月27日） - 週替わりMC
  - アプカミ #93・#94・#95・#96「モーニング娘。20周年企画：田中れいなインタビュー Vol.1 - Vol.4」（2017年11月17日・24日・12月1日・8日）
  - アプカミ #108・#109・#110・#111「ハロー!プロジェクト20周年企画：ソロでレギュラーの仕事を持っていた経験者座談会 Vol.01 - 04」（2018年3月9日・16日・23日・30日）
- tiny tiny（YouTube）
  - tiny tiny #5・#6・#7・#8「Tiny 便利グッズ」（2017年11月23日・30日・12月7日・14日）
  - tiny tiny #18・#19「ゲストトーク」（2018年3月1日・8日）
  - tiny tiny #25・#26・#27・#28「Tiny 便利グッズ」（2018年4月19日・26日・5月3日・10日）
- 『信長の野望・大志』完成発表会 生中継（2017年11月24日、YouTube・ニコニコ生放送・FRESH!）
  - 舞台「信長の野望・大志 -冬の陣- 王道執行 〜騎虎の白塩編〜」ニコ生 最速ディレイ（2018年11月16日、ニコニコ生放送）
- 少女たちの決断〜密着!!ハロー!プロジェクト20周年オーディション〜 #4・#5・#6・#7（2017年11月27日・12月4日、AbemaTV）
- 「音楽劇 ヨルハ ver1.2」「舞台 少年ヨルハ ver1.0」稽古場に潜入セヨ。（2018年1月29日、ニコニコ生放送）
  - 「音楽劇 ヨルハ ver1.2」2月12日夜公演（2018年2月12日、ニコニコ生放送）
- カルデナ&フィータでケボーンダンス!（2019年5月12日、YouTube） - カルデナ 役
- ABEMA BOATRACE TOWN/CAMPUS/CRUISE/SPACE/COLORS（ABEMA BOATRACEチャンネル・ABEMA SPECIAL）
  - ABEMA BOATRACE TOWN『アイドルグランプリ』（2020年12月16日）
  - ABEMA BOATRACE TOWN『知識で争う波乗王』（#40、2021年3月20日）
  - ABEMA BOATRACE CAMPUS『教えて!クロちゃん先生』（#15・#29・#31・#33・#35・#37・#39・#42・#44・#46・#48・#50・#52、2021年7月9日・10月15日 - 2022年3月25日）[220][221] - 隔週レギュラー[注 27]
  - ABEMA BOATRACE CRUISE『クロちゃんとクルーちゃん』（#1・#3・#7・#9・#11・#13・#14・#16 - #18・Champion SPECIAL・#23・#25 - #30・#32・#34・#38・QUEENS' Special・#40・#41・#43・#45 - #47・#49・#51、2022年4月1日 - 2023年3月31日） - 隔週レギュラー
  - ABEMA BOATRACE CRUISE『六本木フレンドパーク』（#16・#26・#41、2022年7月23日・10月1日・2023年1月14日）
  - ABEMA BOATRACE CRUISE in 六本木（vol.1、2022年12月9日）
  - ABEMA BOATRACE SPACE『クロちゃんとクルーちゃん2nd』（#2・#4・#5・#8・#10・#14・#17・Champion SPECIAL・#19 - #21・#25・#28・#31・#34 - #36・QUEENS' Special・#39・#42・#45・#48、2023年4月14日 - 2024年3月15日） - 準レギュラー
  - ABEMA BOATRACE X'mas in 六本木（vol.1、2023年12月15日）
  - ABEMA BOATRACE COLORS『クロクルパレット』（#1 - #20、2024年4月5日 - 8月23日）[222][注 28] - 隔週レギュラー
  - ABEMA BOATRACE COLORS『ときめきファンファーレ』（#1 - 、2025年4月4日 - ）[223] - 隔週レギュラー
- フルボイスコミック「スーパーベイビー」cv.田中れいな/内山昂輝（2021年1月15日、YouTube）[224] - 朝光玉緒 役（内山昂輝と共演）
- 矢口真里の火曜The NIGHT（#254・#257・#260、2021年11月2日・23日・12月14日、ABEMA SPECIAL） - 代理MC
- ドラゴンボールZ ドッカンバトル「七夕キャンペーン記念!ドッカンバトル生放送」（2023年6月29日、YouTube）[225] - スペシャルゲスト
- ドラゴンボール レジェンズ「レジェンズフェスティバル2023 最新情報解禁特別生配信」（2023年12月12日、YouTube）[226] - ゲスト
- チャンス学校チェンジ科 #1・#2（2024年6月26日・7月10日、ABEMA SPECIALチャンネル）

### 映画
- 星砂の島、私の島（2004年2月21日、オフィス キタ＝ビー・ウィング） - 北条良枝 役
- よなよなペンギン（2009年12月23日、松竹） - 双子のフェアリー 役（リンリンと共演）
- ヴァンパイア・ストーリーズ BROTHERS（2011年10月8日、ブロスタTV / Thanks Lab.） - ヒサコ 役
- ヴァンパイア・ストーリーズ CHASERS（2011年10月15日、ブロスタTV / Thanks Lab.） - ヒサコ 役

### 舞台・ミュージカル
- HELP!!熱っちぃ地球を冷ますんだっ。（2004年5月29日 - 6月13日、中野サンプラザ） - 金井はるこ 役
- リボンの騎士 ザ・ミュージカル（2006年8月1日 - 27日、新宿コマ劇場） - 淑女/タレント・スカウト リジィエ 役
- おじぎ30度 オン・ステージ（2008年2月27日 - 3月2日、新宿シアターアプル） - 黒田れいな 役
- シンデレラ the ミュージカル（2008年8月6日 - 25日、新宿コマ劇場） - 姉・ジョイ 役
- おじぎでシェイプアップ!（2009年6月7日 - 14日、ル・テアトル銀座） - 黒田れいな 役
- BS-TBS開局10周年企画『ファッショナブル』（2010年6月11日 - 27日、ル・テアトル銀座 / シアターBRAVA!） - 草壁ルイ 役
- リアルエチュード みんなの家 Girl's STAGE（2011年3月4日、青山円形劇場、2公演）[227]
- 劇団ゲキハロ第10回公演『大正浪漫ハイカラ探偵王青いルビー殺人事件』（2011年6月29日 - 7月3日、俳優座劇場） - 佐伯れいな 役（主演）
- リボーン〜命のオーディション〜（2011年10月8日 - 17日、全労済ホール/スペース・ゼロ） - べべ / 手塚治虫 役（主演）
- ステーシーズ 少女再殺歌劇（2012年6月6日 - 12日、全労済ホール/スペース・ゼロ） - 詠子 役（主演）
- ベニバラ兎団 vol.17 「SIX DAYS」 supported by 青山メインランド（2015年4月25日、新宿シアターサンモール） - 日替わりスペシャルゲスト
- ミュージカル『ふしぎ遊戯』（2016年4月・2018年10月） - 夕城美朱 役（主演）
  - ミュージカル『ふしぎ遊戯〜朱ノ章〜』（2016年4月8日 - 17日、あうるすぽっと、全15公演）[29][30][31]
  - ミュージカル『ふしぎ遊戯-蒼ノ章-』（2018年10月13日 - 21日、全労済ホール/スペース・ゼロ、全15公演）[50][51][52][53][54]
- 縁（えん）〜むかしなじみ〜（2016年9月11日 - 25日、日比谷シアタークリエ、計21公演 / 9月29日 - 10月3日、サンケイホールブリーゼ、計7公演 / 10月9日 - 11日、名古屋市公会堂、計4公演 / 全32公演、製作：東宝、主演：ふぉ〜ゆ〜） - 彩 役
- ミュージカル「悪ノ娘」（2017年6月・2019年4月） - 王女・リリアンヌ 役（主演）
  - 初演（2017年6月4日 - 11日、あうるすぽっと、全12公演）[36][37][38][39]
  - 再演（2019年4月6日 - 14日、あうるすぽっと、全15公演）[57][58][59]
- 音楽劇 ヨルハ Ver1.2（2018年2月9日 - 13日、シアター1010、全8公演）[228][229] - 四号 役
- 舞台「信長の野望・大志」（2018年5月・11月・2019年5月・11月・2020年6月〈中止〉・2021年7月） - お市 役
  - 信長の野望・大志 -春の陣- 天下布武 〜金泥の首編〜（2018年5月17日 - 27日、CBGKシブゲキ!!、全16公演）[230][231]
  - 信長の野望・大志 -冬の陣- 王道執行 〜騎虎の白塩編〜（2018年11月8日 - 12日、シアター1010、全9公演）[232][233]
  - 信長の野望・大志 -夢幻- 〜本能寺の変〜（2019年5月18日、戸田市文化会館〈埼玉公演〉 / 21日 - 26日、シアター1010、計10公演〈東京公演〉 / 全11公演）[234][235]
  - 信長の野望・大志 -零- 桶狭間前夜 〜兄弟相克編〜（2019年11月14日 - 20日、かめありリリオホール、計10公演〈東京公演〉 / 23日、日本特殊陶業市民会館 ビレッジホール、昼夜2公演〈名古屋公演〉 / 全12公演）[236][237][238]
  - 信長の野望・大志 〜最終章〜 群雄割拠 関ヶ原（2020年6月4日 - 9日、シアター1010、全9公演〈中止〉 / 2021年7月23日 - 25日〈26日 - 29日は中止〉、かめありリリオホール、全10公演中4公演〈6公演中止〉）[239] ※2020年6月は新型コロナウイルス感染症緊急事態宣言の延長を受け中止[240]、2021年7月は3日間4公演を終えた時点で出演者に同感染症の陽性者が出たため中止[241]
- TOURSミュージカル「赤毛のアン」（2019年8月・2020年8月〈中止〉・2021年8月〈降板〉・2022年8月） - アン・シャーリー 役（主演）
  - TOURS 2019（2019年8月14日、ルネこだいら〈プレビュー公演〉 / 17日 - 29日、北海道・宮城・東京・埼玉・愛知・大阪・福岡・広島、全10公演[注 29]）[63][64][65][66]
  - TOURS 2020（2020年8月16日 - 28日、北海道・宮城・東京・愛知・大阪・福岡・広島・埼玉、全10公演〈中止〉[注 30]）[242][243] ※新型コロナウイルスの感染状況と第2波発生の危惧により中止[244]
  - TOURS 2021（2021年8月16日 - 26日、東京・埼玉・北海道・宮城・大阪・広島・福岡・愛知、全11公演〈降板〉[注 31]）[74][75] ※本人の新型コロナウイルス感染により降板[76][77][78][79]
  - TOURS 2022（2022年8月22日 - 29日〈18日・20日は中止〉、埼玉・東京・福岡・広島・大阪・愛知〈宮城・北海道は中止〉、全11公演中9公演〈2公演中止〉[注 32]）[83] ※出演者の新型コロナウイルス感染により宮城・北海道公演は中止[84][85]
- 舞台「剣が君-残桜の舞-」（2020年7月・2021年6月〈降板〉） - 香夜 役（主演）
  - 初演（2020年7月8日 - 12日、シアター1010、全9公演）[69][70]
  - 再演（2021年6月2日 - 6日、こくみん共済 coopホール/スペース・ゼロ、全9公演〈降板〉）[245][246] ※所属事務所の判断で降板[71][72]

### ライブ・イベント

#### 単独ライブ
- Hello! Project 20周年記念前夜祭 〜One by One〜「田中れいなLIVE 〜れーな100％!!!!〜」（2017年10月27日、コットンクラブ、夜公演・レイトショー公演）[40]
- Hello! Project 20周年記念前夜祭 〜One by One〜「田中れいなLIVE 〜しっとりれーな☆〜」（2017年11月4日、コットンクラブ、昼夜2公演）[41]
- 田中れいなCOTTON CLUB公演「続れーな100%!!!!!」（2018年4月17日、コットンクラブ、夜公演・レイトショー公演）[247]
- 田中れいな単独公演〜れーな100%! vol.3〜ダンシングナイト〜（2018年9月7日、新宿BLAZE、夜2公演）[248]
- 田中れいな単独公演〜れーな100%! vol.4 アクロディーバ♡（2019年1月25日・26日、新宿BLAZE、計3公演 / 2月9日、HEAVEN'S ROCK さいたま新都心VJ-3、昼夜2公演 / 全5公演）[249][10][250]
- 田中れいな単独公演〜れーな100%! vol.5 ネオパールレディ♡（2019年10月5日・6日、新宿ReNY、各日昼夜2公演、全4公演）[251][252][253]
- 田中れいな単独公演〜れーな100%! vol.6 ネオパールレディ♡ Lv.2〜（2020年2月28日・29日〈中止〉、7月31日・8月1日〈振替公演・中止〉、新宿ReNY、各日2公演、全4公演）[254][255] ※新型コロナウイルス感染症の影響によりいずれも中止[256][257]
- 田中れいなライブ2023 しっとりれーな☆ 〜復活の『R』〜（2023年2月15日・16日、コットンクラブ、各日昼夜2公演、全4公演）[86]
- 田中れいなライブ2023 しっとりれーな☆ 〜復活の『R』改〜（2023年7月11日・12日、コットンクラブ、各日昼夜2公演、全4公演）[87]
- 田中れいな単独公演 れーな100%!〜天空のフェスティバル〜（2024年4月2日・3日、新宿BLAZE、全3公演）[88] - 最終公演には岡田万里奈がシークレットゲスト出演[89]

#### 合同ライブ・ゲスト出演
- 坂崎幸之助のお台場フォーク村10周年 第36夜 帰ってきたともえちゃんフォークジャンボリー（2013年8月8日、国立代々木競技場 第一体育館）[258] - 安倍なつみ・保田圭・岡田万里奈と出演
- さわやか五郎34thバースデーイベント（2016年9月26日、パシフィックヘブン）[259] - サプライズゲスト出演[260]
- モーニング娘。結成20周年記念イベント 〜21年目もがんばっていきまっしょい!〜（2017年9月14日、新木場 STUDIO COAST） - 道重さゆみとサプライズゲスト出演[261][262]
- J-POP DISCO@FUKUOKA〜FUKUOKA NO OMOTENASHI〜（2017年10月11日、イムズホール）[263]
- モーニング娘。誕生20周年記念コンサートツアー2017秋〜We are MORNING MUSUME。〜（2017年11月21日、日本武道館） - 辻希美・高橋愛・道重さゆみとサプライズゲスト出演[264]
- Hello! Project 20th Anniversary!! Hello! Project ひなフェス 2018「モーニング娘。20th Anniversary!! プレミアム」（2018年3月31日、パシフィコ横浜 展示ホールA/B）[265] - 矢口真里・吉澤ひとみ・高橋愛・藤本美貴・道重さゆみとゲスト出演
- ADACHI HOUSE全国アジアツアー2018ツアーファイナル ADACHI HOUSE FESTIVAL 2018 in 笠間公民館大ホール（2018年7月28日、笠間公民館大ホール）[266] - ゲスト出演
- Hello! Project 20th Anniversary!! Hello! Project 2018 SUMMER 〜ONE FOR ALL〜（2018年8月26日、中野サンプラザ、夜公演） - 鈴木愛理とゲスト出演[267]
- Hello! Project 20th Anniversary!! Hello! Project 2019 WINTER 〜YOU & I〜/〜NEW AGE〜（2019年2月3日、福岡市民会館、昼夜2公演） - 道重さゆみとゲスト出演[268]
- シクライブ2020 〜いざ夢の舞台へ〜 第2章アプリコ大ホール（2020年2月8日、大田区民ホール・アプリコ 大ホール）[269] - スペシャルゲスト出演[270]
- XROSS CLOUD vol.7（2020年2月15日、新宿FACE） - ゲストライブ[271][272][273]
- さわやか五郎38thバースデーイベント〜ようこそ 五郎ハウスへ〜（2020年10月24日、パシフィックヘブン、第三部）[274] - 中島卓偉・鈴木啓太とゲスト出演
- Hello! Project Year-End Party 2020 〜GOOD BYE & HELLO ! 〜（2020年12月31日、中野サンプラザ、第一部）[275] - 高山厳・Bitter & Sweetとゲスト出演
- M-line Special 2021〜Make a Wish!〜（2021年3月6日 - 6月27日、宮城・福岡・愛知・大阪・東京・埼玉、計14公演[注 33]）[276][277][278][279][280][281] - 道重さゆみ（東京のみ）・PINK CRES.（夏焼雅は宮城・東京・埼玉のみ）・鈴木愛理（東京以外）・宮本佳林と共演、ゲスト：石田亜佑美（宮城）・譜久村聖（東京）・高橋愛（埼玉）
- Hello! Project Year-End Party 2021 〜GOOD BYE & HELLO ! 〜（2021年12月31日、中野サンプラザ、第三部）[282] - 矢島舞美とゲスト出演
- M-line Special 2022 〜My Wish〜（2022年2月13日 - 4月29日、大阪・東京・神奈川、計8公演[注 34]） - 夏焼雅・宮本佳林・小片リサと共演、ゲスト：高橋愛（東京2月）・小田さくら・羽賀朱音（東京4月）・竹内朱莉（神奈川）
- ラフ・アンド・ピース 七夕Special 〜星に願いを〜（2022年7月7日・8日、コットンクラブ、全2公演）[283][284] - 高橋愛・夏焼雅と共演
- 藤本美貴20周年記念!大感謝ライブ!〜ミキティアイドルやります!春の大集会!〜あしたから21周年〜（2023年3月12日、ヒューリックホール東京、夜公演）[285] - 紺野あさ美とゲスト出演
- Hello! Project 25th ANNIVERSARY CONCERT「ALL FOR ONE & ONE FOR ALL!」ACT I（2023年9月10日、国立代々木競技場 第一体育館）[286]
- モーニング娘。'23 コンサートツアー秋「Neverending Shine Show」SPECIAL（2023年11月28日、横浜アリーナ） - ゲスト出演

#### ディナーショー
- モーニング娘。プレゼンツ 亀井絵里・道重さゆみ・田中れいな プレミアムサマーディナーショー（2010年8月14日、品川プリンスホテル / 21日、リーガロイヤルホテル / 各日昼夜2公演）
- モーニング娘。プレゼンツ 道重さゆみ&田中れいな プレミアムクリスマスディナーショーin品川プリンスホテル（2011年12月23日、品川プリンスホテル、昼夜2公演）[287]

#### ファンクラブイベント
- モーニング娘。6期メンバーファンクラブイベント（2013年4月30日、Zepp Tokyo）[288]
- 高橋愛・田中れいなFCイベント T&T〜黄色と水色〜（2016年8月11日、品川インターシティホール、昼夜2公演）[289]
- 高橋愛・田中れいなFCイベント T&T〜黄色と水色〜 vol.2（2017年5月3日、品川インターシティホール、昼夜2公演）[290]
- 道重さゆみ・田中れいな 6期15周年おめでとうイベント（2018年7月30日、山野ホール、夕夜2公演）[291]

#### その他のイベント
- C3AFA TOKYO 2017 メインステージ「全世界のアニメファンが選んだ、訪れてみたい日本のアニメ聖地88（2018年版）」（2017年8月26日、幕張メッセ 国際展示場1･2･3ホール）[292][293]
- ミュージカル「悪ノ娘」本編上映会&トークショーイベント（2017年9月27日、シネマサンシャイン池袋 シネマ5）[36]
- ありがとうぁみ の、渋谷怪談夜会 第四夜（2017年11月27日、TSUTAYA O-EAST）
- 「音楽劇 ヨルハ Ver1.2」Blu-ray発売記念上映会（2018年7月22日、UDXシアター）
- ミュージカル「悪ノ娘」上映イベント（2019年8月22日、UDXシアター、昼夜2回のうち2回目に出演）[57]
- ボートレース戸田 サンクスフェスティバル2023 supported by イナズマロック フェス（2023年5月21日、ボートレース戸田 イベントホール）[294]
- カステルバジャック、ミラ・ミラン POP-UP STORE「田中れいなさん来店イベント」（2023年6月17日、横浜高島屋 1階 正面特設会場）[295]
- クロフェス2024 〜5周年だよ！全員集合！だしん！〜（2024年6月2日、海の森水上競技場） - スペシャルゲストMC[296]

※その他、アップフロント系のイベントなどに出演。また、FC限定ソロイベントを開催。

### CM
- エステー「脱臭炭」 - 高橋愛と共演
  - 「愛とれいな」編（2018年6月25日 - ）[297]
  - 「スミすげぇ」編（2019年6月17日 - ）[298]
  - 「おいしい料理」編（2020年6月22日 - ）[299]
  - 「愛たんれいなたん脱臭炭」編（2021年6月21日 - ）[300]
  - 「きれてるよ」編（2022年6月13日 - ）[301]
- エステー「米唐番」 - 高橋愛と共演
  - 「愛とれいな」編（2018年7月23日 - ）[302]
  - 「愛とれいなの冒険」編（2019年7月8日 - ）[303]
  - 「米唐番まつり」編（2021年7月5日 - ）[304] - れいなーず[注 35]も出演
  - 「いれるのいれないの」編（2022年7月11日 - ）[305]
  - 「虫大好き」編（2023年7月10日 - ）[306]
- エステー「新鮮番」 「野菜シャキッと」編（2023年7月10日 - 、TikTok）[306] - 高橋愛と共演
- エステー「洗浄力 シュワッと洗たく槽クリーナー」ウェブCM（2020年11月20日 - 、YouTube）[307] - 西川貴教と共演
- エステー「消臭力」 “2021西川貴教”編（2021年7月12日 - ）[308]、勝手にCM音楽祭（2021年8月9日 - 9月16日）[309] - 西川貴教・高橋愛・柴崎浩・IKUO・山崎慶と共演
- 2万人の鼓動 TOURSミュージカル「赤毛のアン」 「田中れいな」編（2019年5月27日 - ）[310] - アン・シャーリー 役
- ケロッグ「ポップコーン グラノラ」ウェブCM 気分が上がる朝食篇（2021年2月25日、YouTube）[311][312] - 高橋愛・道重さゆみと共演
- ソニー銀行「推し活口座編」（2023年3月8日 - 6月30日・9月1日 - ）[313]
- ソニー銀行「Sony Bank WALLET」（2024年3月8日 - ）[314] - 佐藤優樹と共演

### モデル
- Rady イメージモデル「2023 Autumn/Winter」（2023年9月1日）[315]
- Rady イメージモデル「2024 Spring/Summer」（2024年3月1日）[316]
- カステルバジャック「Reina's Collection」（2024年8月20日）[317][318]

## 書籍

### 連載
- CD&DLでーた 「タナカ（め）せん」（月刊・隔月刊[注 36]、2006年6月14日 - 2013年5月14日、角川書店→角川マガジンズ→エンターブレイン）
  - 文字やイラストはすべて本人の直筆（直筆原稿の写真製版）。
  - モーニング娘。の卒業と同時に終了し、単行本化された。
- CD&DLでーた 「タナカめせん2 REINA'S MUSIC STYLE」（隔月刊、2013年9月14日 - 2014年7月14日、エンターブレイン→KADOKAWA）
  - ガールズバンドLoVendoЯの田中れいなが先生との対談形式で様々な音楽スタイルを勉強する連載。
  - テーマに合わせたファッションスタイルの写真および本人の直筆メッセージも掲載。

### 単行本
- タナカめせん（2013年5月22日、エンターブレイン） - ISBN 978-404728960-4

### 写真集
- ハロハロ!モーニング娘。6期メンバー写真集（2003年7月16日、角川書店、撮影：上牧佑） - ISBN 978-404894251-5
- 田中れいな（2004年11月11日、ワニブックス、撮影：吉村春海） - ISBN 978-484702834-2 （第2期モーニング娘。ソロ写真集シリーズ）
- れいな（2005年10月15日、ワニブックス、撮影：矢西誠二） - ISBN 978-484702890-8
- 少女R（2006年5月10日、ワニブックス、撮影：根本好伸） - ISBN 978-484702932-5
- アロハロ!田中れいな写真集（2007年2月1日、キッズネット、撮影：若原瑞昌） - ISBN 978-404894483-0
- GIRL（2007年9月27日、ワニブックス、撮影：尾形正茂） - ISBN 978-484704041-2
- 田中れいな写真集全集『Re:（リターン）』（2008年2月27日、ワニブックス、撮影：尾形正茂） - ISBN 978-484704067-2
- 田中れいな写真集『Very Reina』（2008年10月24日、ワニブックス、撮影：根本好伸、尾形正茂） - ISBN 978-484704129-7
- 亀井絵里 卒業記念 ハロハロ! 〜Memories〜 モーニング娘。亀井絵里・道重さゆみ・田中れいな写真集（2010年11月12日、キッズネット、撮影：武安弘毅） - ISBN 978-404895416-7
- きら☆きら（2012年5月9日、キッズネット、撮影：細居幸次郎） - ISBN 978-404895448-8
- 「田中れいな 卒業記念日〜モーニング娘。コンサートツアー2013春ミチシゲ☆イレブンSOUL〜田中れいな卒業記念スペシャル〜in日本武道館」ライブ写真集（2013年8月10日、ワニブックス、撮影：石川信介、多月宏文） - ISBN 978-484704570-7

## 所属ユニット
- モーニング娘。（2003年 - 2013年）
  - モーニング娘。おとめ組（2003年 - 2004年）
  - モーニング娘。ロッキーズ（2012年）[注 37]
- 通常ユニット
  - あぁ!（2003年）
- スペシャルユニット
  - High-King（2008年 - 2013年）
  - リボーンイレブン（2011年）
- シャッフルユニット
  - H.P.オールスターズ（2004年）
  - エレジーズ（2005年）
  - ハロー!プロジェクト モベキマス（2011年）
- LoVendoЯ（2012年 - 2019年、活動休止）
- 高橋愛・田中れいな・夏焼雅（2021年 - ）

その他
- メトロラビッツH.P.